# Çerkezköy
Çerkezköy (Tscherkessen-Dorf / tscherkessisches Dorf) ist ein regionales Zentrum westlich von Istanbul.

## Geografie
Çerkezköy liegt circa 80 km westlich des Istanbuler Stadtzentrums in Ostthrakien. Es hat 123.119 Einwohner (2014).

## Geschichte
Gegründet wurde wie die Ortschaft zusammen mit den Dörfern Çatalca, Şarköy und Siliviri nach dem Kaukasuskrieg 1864, als insgesamt zwei Millionen Tscherkessen und Tataren aus dem Kaukasus in der Türkei angesiedelt wurden.
Das lange bedeutungslose Dorf hat sich mittlerweile zu einer aufstrebenden türkischen Industriestadt und einer Kreisstadt der Provinz Tekirdağ entwickelt.

## Wirtschaft
Elektrotechnik und Kfz-Zulieferindustrie konzentrieren sich hier. Seit 2019 werden in einem neu errichteten Arçelik-Werk unter anderem Fernseher der Marke Grundig hergestellt. Das deutsche Unternehmen Coko-Werk hat hier ein Standort mit 270 Mitarbeitern und Muhr und Bender einen mit 90 Mitarbeitern.

## Verkehr
Der gleichnamige Bahnhof von Çerkezköy liegt an der Bahnstrecke İstanbul Sirkeci–Swilengrad. Hier hielt auch der Orientexpress.
Wenige Kilometer südwestlich verläuft die Europastraße 80, über die man in das 100 km entfernte Istanbul bzw. in die europäischen Nachbarstaaten gelangt.

## Persönlichkeiten
- Emir Can İğrek (* 1993), Musiker
- Baran Aksaka (* 2003), Fußballspieler
- Bartuğ Elmaz (* 2003), Fußballspieler